# Ahmad at-Tidżani
Ahmad at-Tidżani, arab. سيدي أحمد التجاني (ur. 1735, zm. 1815) – eponimiczny założyciel sufickiego tarikatu tadżinijja.
Urodzony w 1735 roku. Ahmad at-Tidżani pochodził z rodziny muzułmańskich uczonych. Studiował w Fezie w Maroku. W 1784 roku w pustynnej oazie Busamghun at-Tidżani miał widzenie, w którym Mahomet nakazał mu nauczać na podstawie Koranu i hadisów, by jego uczniowie zgłębiali wiedzę o Bogu. Założony przez niego porządek tidżanijja opierał się na trzech zasadach (proszeniu Boga o przebaczenie, uznawaniu wyjątkowości Boga i modlitwie za Mahometa). W 1798 roku Ahmad at-Tidżani osiadł z grupą uczniów w Fezie, gdzie był powszechnie szanowany, tam w 1800 roku zbudował ośrodek Tidżani Zawija. Po jego śmierci bractwo Tidżanijja rozwijało się, zyskując popularność w obecnych państwach: Senegalu, Mauretanii, Nigrze i Nigerii.